# Bilan saison par saison des Flames de Calgary
Les Flames de Calgary sont une franchise de la Ligue nationale de hockey depuis la saison 1980-1981 après le déménagement de la franchise des Flames d'Atlanta. Depuis sa création, l'équipe a remporté une Coupe Stanley, en 1989, et a atteint la finale deux autres fois, en 1986 et en 2004.

## Résultats
| Saison           | PJ            | V             | D             | N             | DP            | DTB           | BP            | BC            | Pts           | Classement              | Séries éliminatoires                                                             | Entraîneur                            |
| ---------------- | ------------- | ------------- | ------------- | ------------- | ------------- | ------------- | ------------- | ------------- | ------------- | ----------------------- | -------------------------------------------------------------------------------- | ------------------------------------- |
| 1980-1981        | 80            | 39            | 27            | 14            | —             | —             | 329           | 298           | 92            | 3e division Patrick     | 3-0 Black Hawks 4-3 Flyers 2-4 North Stars                                       | Al MacNeil                            |
| 1981-1982        | 80            | 29            | 34            | 17            | —             | —             | 334           | 345           | 75            | 3e division Smythe      | 0-3 Canucks                                                                      | Al MacNeil                            |
| 1982-1983        | 80            | 32            | 34            | 14            | —             | —             | 321           | 317           | 78            | 2e division Smythe      | 3-1 Canucks 1-4 Oilers                                                           | Bob Johnson                           |
| 1983-1984        | 80            | 34            | 32            | 14            | —             | —             | 311           | 314           | 82            | 2e division Smythe      | 3-1 Canucks 3-4 Oilers                                                           | Bob Johnson                           |
| 1984-1985        | 80            | 41            | 27            | 12            | —             | —             | 363           | 302           | 94            | 3e division Smythe      | 1-3 Jets                                                                         | Bob Johnson                           |
| 1985-1986        | 80            | 40            | 31            | 9             | —             | —             | 354           | 315           | 89            | 2e division Smythe      | 3-0 Jets 4-3 Oilers 4-3 Blues 1-4 Canadiens                                      | Bob Johnson                           |
| 1986-1987        | 80            | 46            | 31            | 3             | —             | —             | 318           | 289           | 95            | 2e division Smythe      | 2-4 Jets                                                                         | Bob Johnson                           |
| 1987-1988        | 80            | 48            | 23            | 9             | —             | —             | 397           | 305           | 105           | 1er division Smythe     | 4-1 Kings 0-4 Oilers                                                             | Terry Crisp                           |
| 1988-1989        | 80            | 54            | 17            | 9             | —             | —             | 354           | 226           | 117           | 2e division Smythe      | 4-3 Canucks 4-0 Kings 4-1 Blackhawks 4-2 Canadiens Champions de la Coupe Stanley | Terry Crisp                           |
| 1989-1990        | 80            | 42            | 23            | 15            | —             | —             | 348           | 265           | 99            | 1er division Smythe     | 2-4 Kings                                                                        | Terry Crisp                           |
| 1990-1991        | 80            | 46            | 26            | 8             | —             | —             | 344           | 263           | 100           | 2e division Smythe      | 3-4 Oilers                                                                       | Doug Risebrough                       |
| 1991-1992        | 80            | 31            | 37            | 12            | —             | —             | 296           | 305           | 74            | 5e division Smythe      | Non qualifiés                                                                    | Doug Risebrough Guy Charron           |
| 1992-1993        | 84            | 43            | 30            | 11            | —             | —             | 322           | 282           | 97            | 2e division Smythe      | 2-4 Kings                                                                        | Dave King                             |
| 1993-1994        | 84            | 42            | 29            | 13            | —             | —             | 302           | 256           | 97            | 1er division Pacifique  | 3-4 Canucks                                                                      | Dave King                             |
| 1994-1995        | 48            | 24            | 17            | 7             | —             | —             | 163           | 135           | 55            | 1er division Pacifique  | 3-4 Sharks                                                                       | Dave King                             |
| 1995-1996        | 82            | 34            | 37            | 11            | —             | —             | 241           | 240           | 79            | 2e division Pacifique   | 0-4 Blackhawks                                                                   | Pierre Pagé                           |
| 1996-1997        | 82            | 32            | 41            | 9             | —             | —             | 214           | 239           | 73            | 5e division Pacifique   | Non qualifiés                                                                    | Pierre Pagé                           |
| 1997-1998        | 82            | 26            | 41            | 15            | —             | —             | 217           | 252           | 67            | 5e division Pacifique   | Non qualifiés                                                                    | Brian Sutter                          |
| 1998-1999        | 82            | 30            | 40            | 12            | —             | —             | 211           | 234           | 72            | 5e division Pacifique   | Non qualifiés                                                                    | Brian Sutter                          |
| 1999-2000        | 82            | 31            | 41            | 10            | —             | —             | 211           | 256           | 77            | 4e division Nord-Ouest  | Non qualifiés                                                                    | Brian Sutter                          |
| 2000-2001        | 82            | 27            | 36            | 15            | 4             | —             | 197           | 236           | 73            | 5e division Nord-Ouest  | Non qualifiés                                                                    | Don Hay Greg Gilbert                  |
| 2001-2002        | 82            | 32            | 35            | 12            | 3             | —             | 201           | 220           | 79            | 4e division Nord-Ouest  | Non qualifiés                                                                    | Greg Gilbert                          |
| 2002-2003        | 82            | 32            | 35            | 12            | 3             | —             | 201           | 220           | 79            | 5e division Nord-Ouest  | Non qualifiés                                                                    | Greg Gilbert Al MacNeil Darryl Sutter |
| 2003-2004        | 82            | 42            | 30            | 7             | 3             | —             | 200           | 176           | 94            | 3e division Nord-Ouest  | 4-3 Canucks 4-2 Red Wings 4-2 Sharks 3-4 Lightning                               | Darryl Sutter                         |
| 2004-2005        | Saison annulé | Saison annulé | Saison annulé | Saison annulé | Saison annulé | Saison annulé | Saison annulé | Saison annulé | Saison annulé | Saison annulé           | Saison annulé                                                                    | Saison annulé                         |
| 2005-2006        | 82            | 46            | 25            | —             | 4             | 7             | 218           | 200           | 103           | 1er division Nord-Ouest | 3-4 Ducks                                                                        | Darryl Sutter                         |
| 2006-2007        | 82            | 43            | 29            | —             | 5             | 5             | 258           | 226           | 96            | 3e division Nord-Ouest  | 2-4 Red Wings                                                                    | Jim Playfair                          |
| 2007-2008        | 82            | 42            | 30            | —             | 7             | 3             | 229           | 227           | 94            | 3e division Nord-Ouest  | 3-4 Sharks                                                                       | Mike Keenan                           |
| 2008-2009        | 82            | 42            | 30            | —             | 4             | 2             | 254           | 248           | 98            | 2e division Nord-Ouest  | 2-4 Blackhawks                                                                   | Mike Keenan                           |
| 2009-2010        | 82            | 40            | 32            | —             | 3             | 7             | 204           | 210           | 90            | 3e division Nord-Ouest  | Non qualifiés                                                                    | Brent Sutter                          |
| 2010-2011        | 82            | 41            | 29            | —             | 5             | 7             | 250           | 237           | 94            | 2e division Nord-Ouest  | Non qualifiés                                                                    | Brent Sutter                          |
| 2011-2012        | 82            | 37            | 29            | —             | 7             | 9             | 202           | 226           | 90            | 2e division Nord-Ouest  | Non qualifiés                                                                    | Brent Sutter                          |
| 2012-2013        | 48            | 19            | 25            | —             | 1             | 3             | 128           | 160           | 42            | 4e division Nord-Ouest  | Non qualifiés                                                                    | Bob Hartley                           |
| 2013-2014        | 82            | 35            | 40            | —             | 4             | 3             | 209           | 241           | 77            | 6e division Pacifique   | Non qualifiés                                                                    | Bob Hartley                           |
| 2014-2015        | 82            | 45            | 30            | —             | 4             | 3             | 241           | 216           | 97            | 3e division Pacifique   | 4-2 Canucks 1-4 Ducks                                                            | Bob Hartley                           |
| 2015-2016        | 82            | 35            | 40            | —             | 4             | 3             | 231           | 260           | 77            | 5e division Pacifique   | Non qualifiés                                                                    | Bob Hartley                           |
| 2016-2017        | 82            | 45            | 33            | —             |               |               | 226           | 221           | 94            | 3e division Pacifique   | 0-4 Ducks                                                                        | Glen Gulutzan                         |
| 2017-2018        | 82            | 37            | 35            | —             |               |               | 218           | 248           | 84            | 5e division Pacifique   | Non qualifiés                                                                    | Glen Gulutzan                         |
| 2018-2019        | 82            | 50            | 25            | —             |               |               | 289           | 227           | 107           | 1re division Pacifique  | 0-4 Avalanche                                                                    | William Peters                        |
| 2019-2020        | 70            | 36            | 27            | —             | 7             |               | 210           | 215           | 79            | 4e division Pacifique   | 3-1 Jets 2-4 Stars                                                               | William Peters Geoff Ward             |
| 2020-2021 Détail | 56            | 26            | 27            | —             | 3             |               | 156           | 161           | 55            | 5e division Nord        | Non qualifiés                                                                    | Geoff Ward Darryl Sutter              |